# Holtland

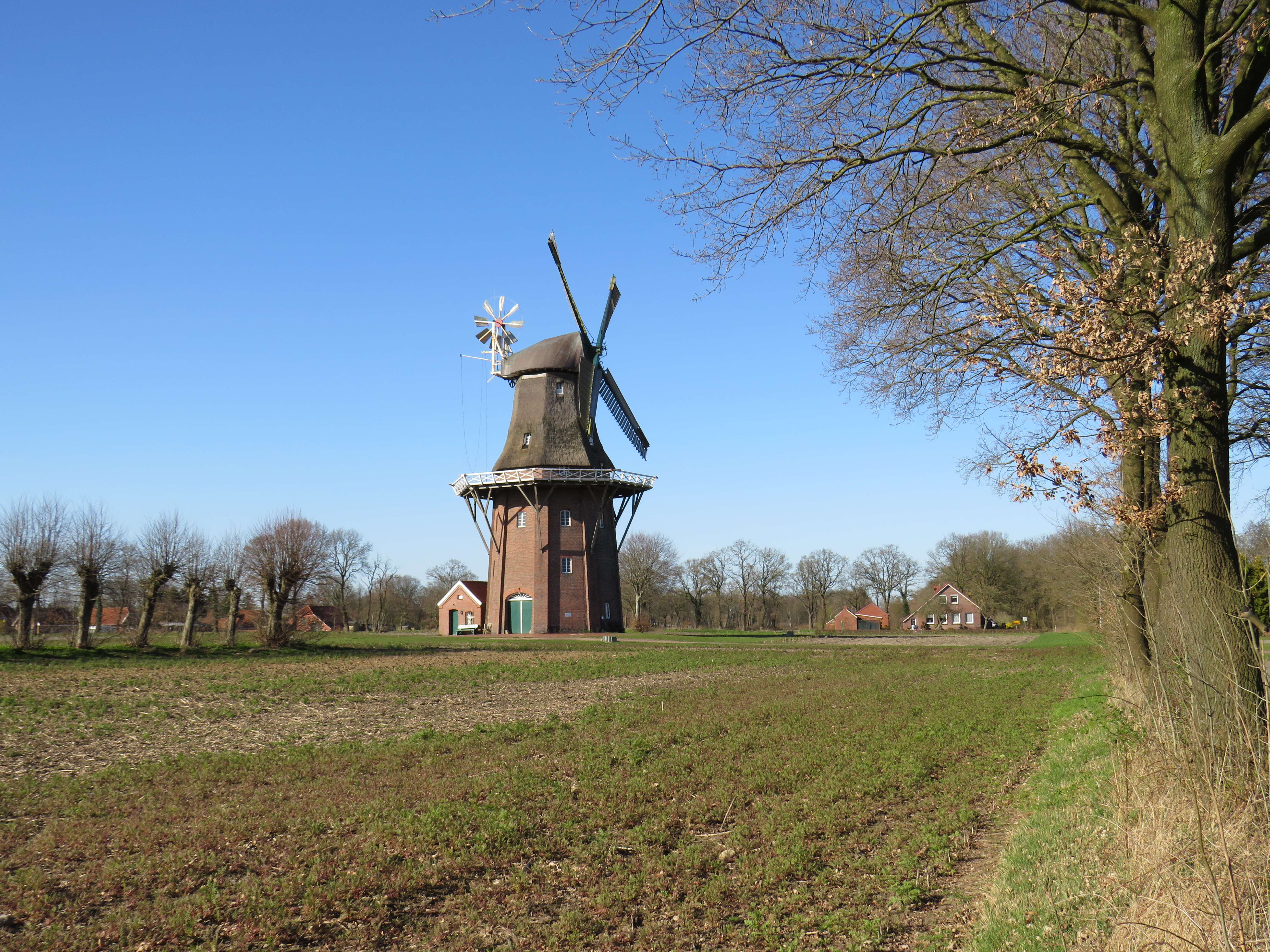
Holländermühle in Holtland

Holtland ist eine Gemeinde in der Samtgemeinde Hesel im Landkreis Leer in Niedersachsen. Die Gemeinde hat 2214 Einwohner und erstreckt sich auf einer Fläche von 14,66 Quadratkilometern.

## Gemeindegliederung
Zur Gemeinde gehören neben der Ortschaft Holtland die Ortsteile Holtland-Nücke und Siebestock.

## Geschichte
Das älteste Artefakt, das menschliche Anwesenheit schon im jüngeren Mittelpaläolithikum, also der Zeit der Neandertaler erweist, ist ein blattförmiger, 12,5 cm langer, 6,5 cm breiter und 1,5 cm dicker Schaber, der im Leda-Jümme-Urstromtal gefunden wurde. Er lässt sich allerdings nicht genauer datieren.
Die Ortschaft Holtland ist vor mehr als 1000 Jahren als Geestdorf entstanden. In einem Abgabenverzeichnis, den Urbaren des Klosters Werden, aus dem 9./10. Jahrhundert wird Holtland noch als Mundigast bezeichnet.
Im Jahr 1891 fand man beim Abtragen eines Erdhügels im Kirchspiel Holtland eine Rolle mit 24 Münzen. Die Vorderseite zeigt ein griechisches Kreuz mit vier Punkten, je einer in jedem Winkel des Kreuzes, einem Perlenkranz um das Kreuz herum und die Umschrift X HLVDOVVICVS IMP, auf der Rückseite eine Tempelfassade mit einem Kreuz auf der Spitze und der Umschrift XRISTIANA RELIGIO. Nach der Aufschrift handelt es sich um Münzen aus der Zeit Ludwig des Frommen, einem Sohn Karls des Großen, der in der Zeit von 814 bis 840 n. Chr. regierte. Unter den Münzen fand man ein menschliches Skelett. Vierzig Jahre vorher wurden auf diesem Erdhügel mehrere menschliche Skelette gefunden. Es handelte sich dabei wahrscheinlich um einen Grabhügel.
In Holtland steht das älteste erhaltene Gotteshaus der Samtgemeinde Hesel, die über 750 Jahre alte Marienkirche.
Inmitten der Ortschaft findet sich die Holländerwindmühle als Wahrzeichen der Gemeinde. Sie wurde im Jahr 1864 fertiggestellt und ersetzte die alte Bockwindmühle von 1701.
Im Mittelalter gehörte Holtland zu den Hooge Loogen in Ostfriesland.

## Politik

### Gemeinderat
Der Rat der Gemeinde Holtland besteht aus 13 Ratsfrauen und Ratsherren. Dies ist die festgelegte Anzahl für die Mitgliedsgemeinde einer Samtgemeinde mit einer Einwohnerzahl zwischen 2001 und 3000 Einwohnern. Die 13 Ratsmitglieder werden durch eine Kommunalwahl für jeweils fünf Jahre gewählt. Die aktuelle Amtszeit begann am 1. November 2021 und endet am 31. Oktober 2026.
Die letzte Kommunalwahl vom 12. September 2021 ergab das folgende Ergebnis:
| Partei                              | Anteilige Stimmen | Anzahl Sitze |
| ----------------------------------- | ----------------- | ------------ |
| SPD                                 | 53,73 %           | 7            |
| CDU                                 | 30,34 %           | 4            |
| Bündnis 90/Die Grünen               | 8,99 %            | 1            |
| Allgemeine Wählergemeinschaft (AWG) | 6,94 %            | 1            |

Die Wahlbeteiligung bei der Kommunalwahl 2016 lag mit 63,75 % deutlich über dem niedersächsischen Durchschnitt von 57,1 %. Zum Vergleich: Bei der Kommunalwahl 2016 lag die Wahlbeteiligung  lag mit 61,5 % ebenfalls über dem niedersächsischen Durchschnitt von 55,5 %. und bei der vorherigen Kommunalwahl vom 11. September 2011 lag die Wahlbeteiligung bei 54,3 %.

### Bürgermeister
Die Bürgermeister der Mitgliedsgemeinden der Samtgemeinde Hesel werden nicht direkt gewählt, sondern von den Ratsmitgliedern in der konstituierenden Ratssitzung. Bürgermeister ist Erwin Burlager von der AWG, stellvertretender Bürgermeister Thomas Bohlen. Gemeindedirektor ist Erwin Burlager.

## Verkehr
Durch die Gemeinde verlaufen die Bundesstraßen 72 und 436. Südlich von der Gemeinde in Brinkum befindet sich ein Anschluss an die Bundesautobahn 28.

## Persönlichkeiten
- Andrea Bunjes (* 5. Februar 1976), Hammerwerferin, geboren in Holtland
- Gitta Connemann (10. Mai 1964), Politikerin, aufgewachsen in Holtland